# Missa pastoralis in C boemica
Missa pastoralis in C boemica („Pastorální mše česká v C dur“), také uváděná jako mše „Čuj, Miko, čuj!“ nebo Moravská mše vánoční, je vánoční skladba z poloviny 18. století. Složil ji v lidovém nářečí pro velké nástrojové obsazení moravský kantor Josef Schreier. Mše je lidovějším protějškem slavné skladby Missa pastoralis in D Václava Jana Kopřivy. Latinský text byl Josefem Schreierem použit jen na úvod jednotlivých částí. Většina ostatního textu je česky. Stejně jako slavná pastorela Applausus pastoricus Jeronyma Haury (1704–1750), brněnského augustiniána původem z Týna nad Vltavou, je mše po hudební stránce až na výjimky prosycena motivy valašské lidové hudby.

## Charakteristika
Tato mše je v podstatě sledem pastorel, drobných scének s pastýřskými náměty. Čerpá po stránce melodické i textové z valašského lidového prostředí. Je plná veselí, jasu a radosti z narození Páně. Podle objevitele tohoto díla, profesora PhDr. Jana Trojana, CSc., jedinečnost Schreierovy vánoční mše spočívá v tom, že se zde prolíná latinská liturgie s českým textem a také moravským, respektive zabarveným valašským dialektem. V první části je mše dokonce řecko-latinsko-česká. Řadí se mezi nejvýznamnější díla barokní pastorální hudby vyvěrající z moravského temperamentu a folkloru severovýchodní Moravy. Melodika a rytmika vychází z moravské lidové hudby ve starých tóninách období pozdního baroka. Po úvodní liturgické invokaci se rozvíjí skladba v podobě drobných pastýřských scének, spíše jako pastorelová, než pastorální mše. V tomto ohledu je možno ji považovat jako předchůdkyni přibližně o 40 let mladší proslulé pastorální mše „Hej mistře“ Jakuba Jana Ryby.

### Části
1. Kyrie
2. Gloria
3. Credo
4. Sanctus
5. Benedictus
6. Ossana
7. Agnus Dei
8. Dona nobis pacem

## Historie
Dílo vzniklo kolem roku 1755 za Schreierova učitelského působení v Bílovicích na Uherskohradišťsku. Ve své době byla Schreierova mše tak oblíbená, že se hrála nejen po celé Moravě a v Čechách, ale i v Polsku a v Uhrách. V oblibě byla celé jedno století. Později upadla v zapomnění, na čemž se částečně podepsaly církevní reformy chrámové hudby, částečně nástup modernějších skladatelů tvořících v poněkud jiném, rokokovém duchu, jako např. Jakub Jan Ryba. 

### Po znovuobjevení
Missa pastoralis in C boemica byla spolu s Pastorellou in D oživena až po 200 letech v roce 1983 zásluhou emeritního profesora Janáčkovy akademie múzických umění Jana Trojana, který zveřejnil v revui Hudební věda 1/1983 (s. 41–58) studii Missa pastoralis in C boemica/a/Canto, Alto/Basso/Vl I, II, Clarino vel Corno Imo et Ildo/Tympano/et/Organo. Stalo se tak na základě upozornění paní Hedviky Pohankové, přes brněnského muzikologa prof. Jiřího Sehnala, která při katalogizaci starých fondů v archivu kláštera v Rajhradě narazila na pozoruhodnou vánoční mši, v níž se prolínala latina s češtinou. Ještě v prosinci 1983 předvedl dr. František Malý se souborem Musica pastoralis vánoční mši Josefa Schreiera v Malém divadle hudby na Smetanově ulici v Brně, ovšem pouze v provedení se smyčci.
Díky činnosti Trojanova dlouhodobého spolupracovníka, učitele Zdeňka Smiřického z Dřevohostic, zažilo toto hudební dílo novodobou premiéru v plném nástrojovém obsazení podle rajhradského notového zápisu 25. prosince 2002 v chrámu svatého Michala v Olomouci, o tři dny později pak v Schreierových rodných Dřevohosticích v kostele sv. Havla (obojí provedení: Collegium vocale Olomouc).
První zahraniční novodobou premiéru mše slyšeli posluchači 18. prosince 2004 v chrámu sv. Karla Boromejského ve Vídni (zpíval Smíšený pěvecký sbor Města Uničova a Komorní orchestr ZUŠ Uničov).
Od té doby byla mše prováděna na různých místech po ČR, a to jak v chrámech, tak i v divadlech či jinde: např. v Domě umění ve Zlíně, v Tršicích, Velkém Újezdě, Hněvotíně či Drahanovicích, kostele Jména Panny Marie ve Křtinách, katedrále sv. Víta v Praze (při slavnostní mši svaté, kterou sloužil kardinál Dominik Duka), poutním kostele Očišťování Panny Marie v Dubu nad Moravou (provedeno na dobových nástrojích), v kostele Nanebevzetí Panny Marie ve Šlapanicích, opět ve Schreierových rodných Dřevohosticích (k 300. výročí narození), v kostelech sv. Vavřince v Bojkovicích a Vizovicích či ve Všechovicích, dále v kostele svatého Michaela archanděla a P. Marie Růžencové v Brně (kompletní provedení trojhlasé verze v tradiční (tridentské) katolické mši). Opakovaně také mši nastudovali v Brně v Janáčkově divadle (Národní divadlo Brno)